# Pouvoir judiciaire de Corée du Sud
 (janvier 2023).
La mise en forme du texte ne suit pas les recommandations de Wikipédia : il faut le « wikifier ».
Les points d'amélioration suivants sont les cas les plus fréquents. Le détail des points à revoir est peut-être précisé sur la page de discussion.
- Les titres sont pré-formatés par le logiciel. Ils ne sont ni en capitales, ni en gras.
- Le texte ne doit pas être écrit en capitales (les noms de famille non plus), ni en gras, ni en italique, ni en « petit »…
- Le gras n'est utilisé que pour surligner le titre de l'article dans l'introduction, une seule fois.
- L'italique est rarement utilisé : mots en langue étrangère, titres d'œuvres, noms de bateaux, etc.
- Les citations ne sont pas en italique mais en corps de texte normal. Elles sont entourées par des guillemets français : « et ».
- Les listes à puces sont à éviter, des paragraphes rédigés étant largement préférés. Les tableaux sont à réserver à la présentation de données structurées (résultats, etc.).
- Les appels de note de bas de page (petits chiffres en exposant, introduits par l'outil «  Source ») sont à placer entre la fin de phrase et le point final[comme ça].
- Les liens internes (vers d'autres articles de Wikipédia) sont à choisir avec parcimonie. Créez des liens vers des articles approfondissant le sujet. Les termes génériques sans rapport avec le sujet sont à éviter, ainsi que les répétitions de liens vers un même terme.
- Les liens externes sont à placer uniquement dans une section « Liens externes », à la fin de l'article. Ces liens sont à choisir avec parcimonie suivant les règles définies. Si un lien sert de source à l'article, son insertion dans le texte est à faire par les notes de bas de page.
- La présentation des références doit suivre les conventions bibliographiques. Il est recommandé d'utiliser les modèles {{Ouvrage}}, {{Chapitre}}, {{Article}}, {{Lien web}} et/ou {{Bibliographie}}. Le mode d'édition visuel peut mettre en forme automatiquement les références.
- Insérer une infobox (cadre d'informations à droite) n'est pas obligatoire pour parachever la mise en page.

Pour une aide détaillée, merci de consulter Aide:Wikification.
Si vous pensez que ces points ont été résolus, vous pouvez retirer ce bandeau et améliorer la mise en forme d'un autre article.

Organigramme du système judiciaire du gouvernement de la république de Corée (en anglais).

Le pouvoir judiciaire de Corée du Sud (coréen : 대한민국 사법부, 대한민국의 사법기관) est le pouvoir judiciaire (coréen : 사법부) du gouvernement central sud coréen, établi par les chapitres 5 et 6 de la Constitution de la Corée du Sud.
En vertu du chapitre 5 de la constitution, les tribunaux ordinaires sont définis pour toutes les affaires, à l'exception des questions de révision constitutionnelle, et les tribunaux militaires en tant que tribunaux extraordinaires pour les questions de justice militaire. Et ces tribunaux ordinaires et tribunaux militaires auront la Cour suprême de Corée comme plus haute juridiction. Généralement, les tribunaux ordinaires ont une hiérarchie à trois niveaux et sont constitués de juges indépendants, de quatorze juges de la Cour suprême par statut et d'un juge en chef de la Cour suprême parmi les juges. Pourtant, les tribunaux militaires ne sont organisés qu'en première instance de la hiérarchie à trois niveaux en temps de paix, et leur dernier recours relève toujours de la compétence de la Cour suprême même en temps de guerre.
En vertu du chapitre 6 de la constitution, la Cour constitutionnelle de Corée est définie comme la seule et unique plus haute cour en matière de révision constitutionnelle, y compris la révision judiciaire, la destitution, la dissolution des partis politiques inconstitutionnels, les conflits de compétence entre les agences gouvernementales et les plaintes constitutionnelles. Elle est constituée de neuf juges par la Constitution et d'un président de Cour constitutionnelle parmi les juges.
Ces deux chapitres décrivent le système judiciaire de la Corée du Sud en deux groupes par juridiction des matières. L'un est la Cour constitutionnelle, qui est la plus haute juridiction chargée de statuer sur des questions principalement de constitutionnalité. Un autre est celui des tribunaux ordinaires pour les questions autres que la compétence de la Cour constitutionnelle. Ces juridictions ordinaires ont la Cour Suprême comme juridiction suprême.
Le juge en chef de la Cour suprême et le président de la Cour constitutionnelle sont traités comme deux chefs équivalents du pouvoir judiciaire en Corée du Sud par l'article 15 de la loi sur la Cour constitutionnelle. Cependant, étant donné que la relation entre la Cour suprême et la Cour constitutionnelle n'est définie de manière approfondie nulle part dans la Constitution de la Corée du Sud et d'autres lois connexes, ces deux plus hautes cours de Corée du Sud se sont battues pour la compétence l'une contre l'autre pendant de longues années.

## Traits institutionnels

### Cours suprêmes diversifiées
Influencé par les systèmes judiciaires européens, tels que le système judiciaire autrichien et le système judiciaire allemand, le système judiciaire sud-coréen contemporain divise son rôle de plus haute cour en deux tribunaux suprêmes :
- La Cour suprême de Corée : en tant que plus haute cour ordinaire de Corée du Sud, la Cour suprême de Corée a une compétence d'appel finale complète sur toutes les affaires, à l'exception de la compétence de la Cour constitutionnelle de Corée sur les questions constitutionnelles.

- La Cour constitutionnelle de Corée : en tant que cour constitutionnelle de Corée du Sud, la Cour constitutionnelle de Corée a compétence initiale sur les principales questions constitutionnelles, y compris le contrôle judiciaire de la constitutionnalité de la loi, l'examen de toutes les mises en accusation, la décision sur l'interdiction et la dissolution des partis politiques, le conflit de compétence sur la démarcation du pouvoir entre les agences du gouvernement central et les gouvernements locaux, et le règlement des plaintes constitutionnelles.

### Formation juridique à l'américaine
Avant que la Corée du Sud n'adopte le système de faculté de droit américain (coréen : 법학전문대학원) en 2007, la Corée du Sud a formé ses professionnels du droit principalement par l'Institut de recherche et de formation judiciaires (JRTI, coréen : 사법연수원). Une autre voie était le recrutement direct par les forces armées sud-coréennes en tant que « juges avocats » (coréen : 군법무관). Les stagiaires de JRTI ont été sélectionnés par un examen national sur la jurisprudence appelé « examen judiciaire » (coréen : 사법시험). Ces stagiaires ont été généralement formés et se sont affrontés dans le JRTI pendant 2 ans, car leur choix de carrière après l'obtention de leur diplôme était limité en fonction des dossiers de fin d'études de JRTI. Cependant, après la réforme de 2007, tous les professionnels du droit en Corée du Sud (à l'exception des parajuristes tels que scribes judiciaire) sont formés par un système de faculté de droit de style américain de 3 ans.

## Tribunaux de droit commun
Les tribunaux ordinaires (coréen : 일반법원), généralement appelés simplement « Courts » (coréen : 법원), de la Corée du Sud sont établis par le chapitre 5 de la Constitution de la Corée du Sud. Tous les tribunaux ordinaires sont sous la juridiction de la justice nationale ; les tribunaux locaux indépendants ne sont pas autorisés. Et ces tribunaux ordinaires sont divisés en « Cour suprême » et « autres tribunaux (inférieurs) » en vertu de l'article 101(2) de la Constitution. Ainsi, la Cour constitutionnelle de Corée explique que la Constitution elle-même ne garantit pas exactement un système d'instance à trois niveaux. L'article 101(2) de la Constitution signifie, selon la Cour constitutionnelle, que la juridiction d'appel finale des affaires ordinaires doit toujours appartenir à la Cour suprême de Corée. Ainsi, la promulgation de certaines affaires ne relevant pas de la compétence de la Cour constitutionnelle comme disponibles avec une seule possibilité d'appel ou aucune possibilité d'appel est constitutionnellement valide en Corée du Sud, à moins que cette affaire ne soit finalement tranchée par la Cour suprême.
Le fondement statutaire de la hiérarchie des tribunaux ordinaires, y compris le système d'instance à trois niveaux pour les cas typiques, est défini par la « loi sur l'organisation des tribunaux » de la Corée du Sud. En vertu de l'article 3(1), 28 et 28-4 de la loi sur l'organisation des tribunaux, la hiérarchie des tribunaux ordinaires en Corée du Sud comporte trois niveaux ; Les tribunaux de district (plus le tribunal de la famille, le tribunal des faillites et le tribunal administratif, qui sont des tribunaux spécialisés en matière de droit de la famille, de la faillite et de l'administration), les tribunaux de grande instance (plus le tribunal des brevets qui est une cour d'appel spécialisée en matière de propriété intellectuelle, pour la révision des décisions ou décision rendue par la « Commission de première instance et d'appel de la propriété intellectuelle ») et la Cour suprême. De cette manière, le concept d'« autres tribunaux (inférieurs) à des niveaux spécifiés » de l'article 101, paragraphe 2, de la Constitution est divisé en 6 tribunaux, il existe donc fondamentalement 7 types de tribunaux différents, y compris la Cour suprême à l'intérieur de la hiérarchie du système judiciaire ordinaire., tel que décrit à l'article 3, paragraphe 1, de la loi ; Cour suprême, Haute Cour, Tribunal des brevets, Tribunal de district, Tribunal de la famille, Tribunal administratif et Tribunal des faillites. Les tribunaux de branche et les tribunaux municipaux sont considérés comme faisant partie du tribunal de district et du tribunal de la famille en vertu de l'article 3(2) de la loi.

### Cour suprême de Corée
La Cour suprême (coréen : 대법원), siégeant à Seocho-gu, Séoul, se compose de quatorze juges de la Cour suprême, dont un juge en chef. Le juge en chef de la Cour suprême est nommé par le président de la Corée du Sud avec le consentement de l'Assemblée nationale et a autorité sur l'administration de tous les tribunaux ordinaires. D'autres juges sont également nommés par le président de la Corée du Sud avec le consentement de l'Assemblée nationale, bien que les candidats à un nouveau poste de juge soient recommandés par le juge en chef.
Les juges et le juge en chef doivent être âgés d'au moins 45 ans et avoir au moins 20 ans d'expérience dans la pratique du droit avec une licence d'avocat. Ils servent pour des mandats de six ans; le juge en chef ne peut pas être renommé, mais le mandat des autres juges est renouvelable en vertu de l'article 105 (2) de la constitution. Cependant, aucun des juges n'a tenté de renouveler son mandat après la Sixième République, car cela pourrait nuire à l'indépendance du pouvoir judiciaire en augmentant l'influence du président exécutif. Les juges et le juge en chef ne peuvent pas être âgés de plus de 70 ans.

#### Juges de la division Recherche
Les juges de la Cour suprême sont assistés par des juges détachés des cours sous-suprême, et ils sont appelés Judges in Research division (coréen : 재판연구관) ou « Juges de recherche ». Ce détachement est décidé par le juge en chef de la Cour suprême. Parce qu'en vertu de l'article 44 de la loi sur l'organisation des tribunaux, le juge en chef a le pouvoir de transférer chaque juge de l'un des tribunaux ordinaires à tout autre tribunal ordinaire de Corée du Sud. La fonction des juges détachés à la Cour suprême est similaire à celle des greffiers des tribunaux ordinaires. Ils servent environ 2 ans en tant qu'assistants judiciaires pour les juges, mais tous les juges détachés ne sont pas individuellement attachés à l'un des juges, car certains des juges détachés servent de groupe de recherche ou de panel pour aider les décisions de l'ensemble de la Cour suprême.

#### Administration judiciaire nationale
Les affaires administratives (y compris les affaires fiscales, du personnel et des ressources humaines) de tous les tribunaux ordinaires de Corée du Sud sont régies par une institution appelée The National Court Administration (NCA, coréen : 법원행정처), qui est établie à la Cour suprême en vertu de l'article 19 de la loi sur l'organisation des tribunaux. Le chef de la NCA est nommé par le juge en chef et est nommé parmi les juges. Bien que ce pouvoir centralisé sur le juge en chef puisse éventuellement nuire à l'indépendance des juges individuels et même des juges, la NCA sert également à l'indépendance judiciaire des autres branches du gouvernement.

### Hautes cours et tribunaux de district
En dessous de la Cour suprême viennent les cours d'appel qui sont appelées « Hautes cours » (coréen : 고등법원), en poste dans six des principales villes du pays. Les Hautes Cours se composent généralement d'un panel de trois juges. En dessous se trouvent les tribunaux de district (coréen : 지방법원) et ses Branch courts (coréen : 지방법원 지원), qui existent dans la plupart des grandes villes de Corée du Sud. En dessous se trouvent les tribunaux municipaux (coréen : 시·군법원), répartis sur tout le territoire et limités aux petits litiges et délits mineurs. Les tribunaux municipaux n'ont généralement pas compétence sur les affaires pénales. Les « tribunaux spécialisés » (coréen : 전문법원, à ne pas confondre avec les « tribunaux spéciaux » (en vertu de l'article 110, paragraphe 1, de la Constitution) existent également pour les affaires familiales, administratives, de faillite et de brevet.

#### Juges
Les juges (coréen : 판사), à l'exception des juges de la Cour suprême et des juges en chef, siégeant dans les tribunaux ordinaires, sont nommés par le juge en chef avec le consentement du Conseil des juges de la Cour suprême. Les juges ont un mandat de dix ans renouvelable, jusqu'à l'âge de 65 ans. Après la réforme des tribunaux ordinaires au début des années 2010, au moins 10 ans d'expérience dans la pratique du droit avec licence d'avocat sont requis pour le juge. L'objectif de la réforme était de changer la structure des tribunaux ordinaires en tant que tribunaux du système de common law, comme aux États-Unis. Cette réforme des tribunaux au début des années 2010 comprend la suppression des possibilités d'avancement et de promotion pour les juges pour devenir chef de chaque Haute Cour et Cour de district. Désormais, en 2022, les chefs de chaque haute cour et tribunal de district (appelés « juge en chef » de chaque tribunal) sont principalement élus parmi et par les juges de chaque tribunal et nommés par le juge en chef de la Cour suprême. Avant cette réforme, tous les juges étaient nommés juste après avoir terminé un programme de formation de deux ans à l'Institut de recherche et de formation judiciaires (JRTI), qui sélectionne ses stagiaires qui ont réussi des tests difficiles sur des questions de jurisprudence après LL. B. degré.
Les juges en Corée du Sud sont protégés contre les pressions politiques extérieures en vertu de l'article 106 (1) de la constitution. Aucun juge ne peut être démis de ses fonctions à moins que le juge ne soit emprisonné à titre de sanction pénale. Cependant, il convient de noter que les juges de Corée du Sud peuvent se voir refuser le renouvellement de leur mandat et peuvent être transférés à un autre tribunal contre leur gré.

#### Assistants judiciaires
Les assistants judiciaires (JAO, coréen : 사법보좌관) sont des officiers assimilés à un juge qui disposent d'un pouvoir limité pour statuer sur plusieurs questions de procédure sous la supervision de juges. Conformément à l'article 54 de la loi sur l'organisation des tribunaux, le JAO est nommé parmi les fonctionnaires de justice ayant de 5 à 10 ans d'expérience en matière de procédure devant les tribunaux. À moins que la partie intéressée ne soulève une objection à la décision du JAO, sa décision a un pouvoir équivalent à la décision du juge. Lorsque la décision du JAO est contestée avec objection, le juge surveillant doit prendre la décision d'accepter ou non cette objection. Le système JAO est principalement influencé par le système judiciaire allemand, appelé Rechtspfleger.

#### Légistes
À partir de l'année 2011, les nouveaux diplômés JD de la faculté de droit sont sélectionnés comme clerc de droit (coréen : 재판연구원) pour assister les Magistrats des Tribunaux de Grande Instance et des Tribunaux de Grande Instance pendant 2 à 3 ans, en application de l'article 53-2 de la loi organique judiciaire. Les juristes en Corée du Sud sont recrutés par chacun des six tribunaux de grande instance, bien que certains des diplômés de haut niveau soient nommés « chercheurs judiciaires » à la Cour suprême, qui est essentiellement un juriste pour les juges de la Cour suprême. Il convient de noter que les greffiers en Corée du Sud ne sont pas recrutés par des juges individuels et des juges de la Cour suprême.

## Tribunaux militaires
En vertu de l'article 110 (1) de la Constitution et de la « loi sur le tribunal militaire », le tribunal militaire (coréen : 군사법원, ou cour martiale) est établi de façon permanente en temps de paix et en temps de guerre en tant que « tribunal spécial » (coréen : 특별법원, ou tribunal extraordinaire) dans chaque armée sud-coréenne. Comme les tribunaux militaires ne sont pas établis à l'intérieur des limites de la loi sur l'organisation des tribunaux, ces tribunaux sont considérés comme extérieurs à la hiérarchie judiciaire conventionnelle composée de tribunaux ordinaires. Les tribunaux militaires statuent sur les affaires pénales lorsque l'accusé est membre des forces armées, et ils sont composés de juges militaires (coréen : 군판사) constitué de juges-avocats (coréen : 군법무관) nommés par les généraux des forces armées sud-coréennes.
Les juges-avocats sud-coréens sont des officiers militaires qualifiés comme avocats en Corée du Sud, mais pas des juges dans les tribunaux ordinaires. Cependant, la juridiction d'appel finale de ces affaires militaires et pénales relève toujours de la compétence de la Cour suprême de Corée conformément à l'article 110 (2) de la Constitution. Un tribunal militaire permanent, même établi en temps de paix, a créé divers problèmes car la Corée du Sud applique un système de conscription obligatoire. Après des crimes répétés au sein des forces armées, le tribunal militaire permanent en temps de paix a été désigné comme l'une des principales raisons de la souffrance continue des victimes, car l'ancien système judiciaire militaire en Corée du Sud était enclin à protéger les officiers militaires de haut rang même lorsqu'ils étaient des criminels. Cela a conduit à une réforme audacieuse du système judiciaire militaire en 2021, abolissant la Haute Cour militaire (coréen : 고등군사법원) en temps de paix et transférant chaque juridiction d'appel des affaires de crimes militaires à la Haute Cour de Séoul, qui est l'une des Hautes Cours dans la hiérarchie des tribunaux ordinaires.

## Cour constitutionnelle

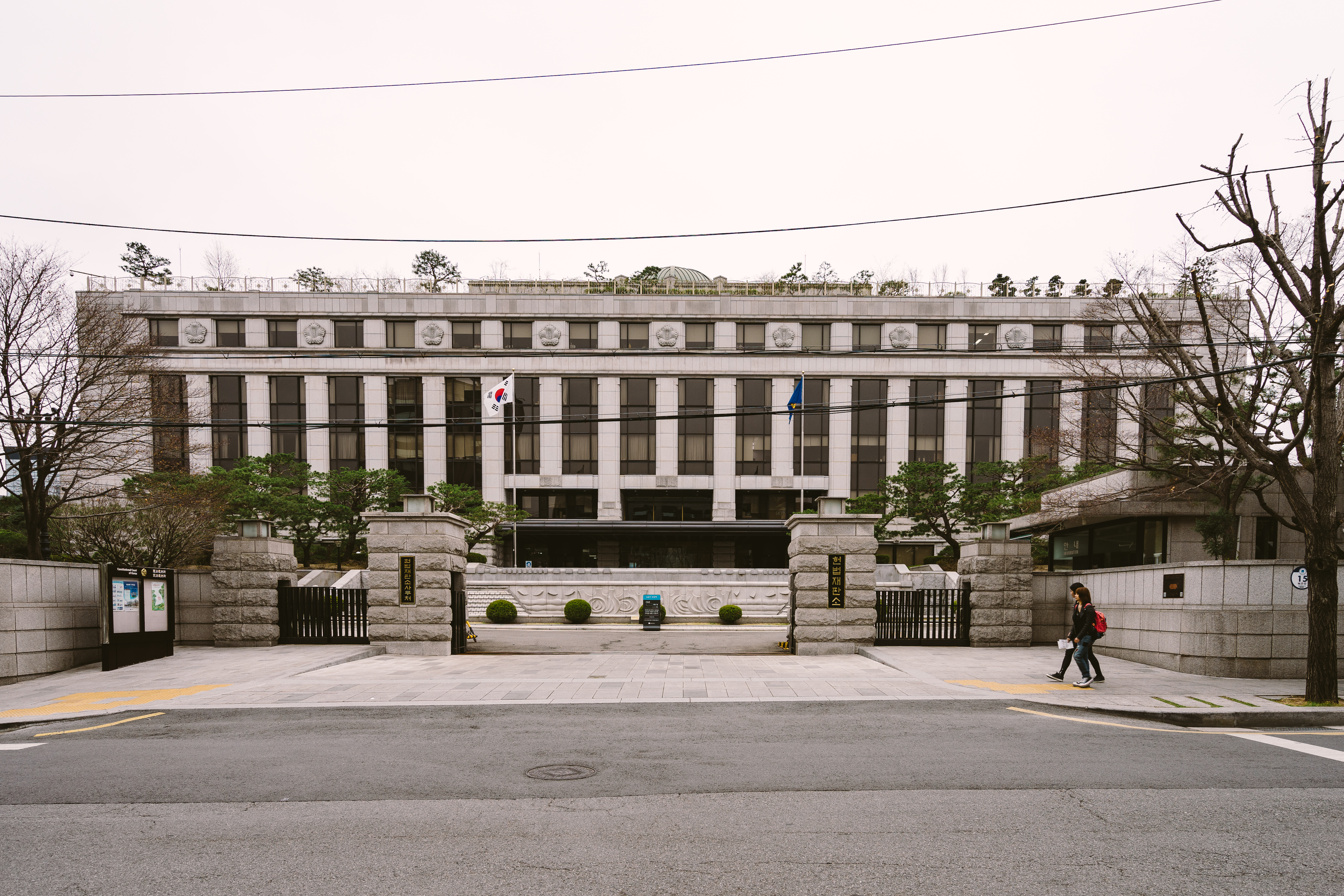
Bâtiment de la Cour constitutionnelle sud-coréenne à Jongno, Séoul

### Juges rapporteurs
En vertu de l'article 19 de la loi sur la Cour constitutionnelle, les juges rapporteurs (coréen : 헌법연구관) sont nommés par le président de la Cour constitutionnelle de Corée. Ils servent d'assistant judiciaire pour les juges de la Cour constitutionnelle. Les juges rapporteurs ont un mandat de dix ans renouvelable jusqu'à l'âge de 60 ans et sont rémunérés comme les juges des tribunaux ordinaires. Il est à noter que les juges rapporteurs ont un mandat plus long que les juges de la Cour constitutionnelle, tandis que les juges chargés de la recherche ont un mandat plus court que les juges de la Cour suprême. Ce bureau d'assistant professionnel est conçu pour assurer la continuité du jugement constitutionnel en Corée du Sud. Pourtant, certains des postes de juges rapporteurs sont occupés par des juges détachés des tribunaux ordinaires et des fonctionnaires détachés du gouvernement, y compris des procureurs. Ces juges et procureurs détachés servent pendant 1 à 2 ans en tant que juges rapporteurs.

### Département de l'administration des tribunaux
En vertu de l'article 17 de la loi sur la Cour constitutionnelle, le Département de l'administration des tribunaux (DCA, coréen : 헌법재판소사무처) est établie en Cour constitutionnelle. Le chef du département est appelé « secrétaire général » et est nommé par le président de la Cour constitutionnelle. En tant qu'ANC de la Cour suprême, le Département de l'administration des tribunaux s'occupe de toutes les questions relatives à l'administration des tribunaux, y compris les affaires fiscales, du personnel et des ressources humaines. Pourtant, alors que le chef de l'ANC est nommé parmi les juges de la Cour suprême, le secrétaire général n'est pas nommé parmi les juges de la Cour constitutionnelle.

## Séparation des pouvoirs au sein du pouvoir judiciaire
La Constitution actuelle de la Corée du Sud répartit le pouvoir de contrôle judiciaire au sein du système judiciaire entre les tribunaux ordinaires au chapitre 5 et la cour constitutionnelle au chapitre 6. En vertu de l'article 107(2) du chapitre 5, les tribunaux ordinaires, y compris la Cour suprême, ont compétence en dernier ressort pour contrôler la constitutionnalité des décrets, règlements ou actions infra-légaux pris par le niveau administratif. En vertu de l'article 111(1) du chapitre 6, la Cour constitutionnelle a compétence en dernier ressort pour contrôler la constitutionnalité des lois infra-constitutionnelles adoptées par le niveau législatif, même sans demande des tribunaux ordinaires en vertu de l'article 68(2) de la loi sur la Cour constitutionnelle. Dans cette structure de séparation des pouvoirs, les tribunaux ordinaires et la cour constitutionnelle peuvent pratiquement se disputer la décision de l'autre. Pourtant, la Constitution ne précise pas qui doit arbitrer lorsque la Cour suprême et la Cour constitutionnelle se battent l'une contre l'autre.
L'un des principaux problèmes de lutte de pouvoir entre les deux plus hautes cours est la plainte constitutionnelle contre le jugement d'un tribunal ordinaire (coréen : 재판소원, allemand : Urteilsverfassungsbeschwerde). Comme en Autriche, le recours constitutionnel contre le jugement d'un tribunal ordinaire est strictement interdit en vertu de l'article 68(1) de la loi sur la Cour constitutionnelle. Cependant, la Cour constitutionnelle juge que cet article de la loi est dépourvu de constitutionnalité, à moins qu'il ne soit interprété comme un recours constitutionnel contre un jugement d'un tribunal ordinaire devrait être exceptionnellement autorisé lorsque le jugement applique une loi inconstitutionnelle qui est déjà officiellement annulée avant le jugement par contrôle juridictionnel de la Cour constitutionnelle.
Ce type de décision de contrôle judiciaire de la Cour constitutionnelle de Corée est appelé « inconstitutionnel sous condition » (coréen : 한정위헌), qui est en fait une déclaration selon laquelle la loi faisant l'objet d'un contrôle judiciaire est actuellement constitutionnelle, mais la loi doit être interprétée d'une manière spécifique qui est alignée sur l'ordre constitutionnel interprété par la Cour constitutionnelle, ainsi tous les tribunaux ordinaires, y compris la Cour suprême de Corée, devraient être lié par une telle interprétation du statut de la Cour constitutionnelle. Le concept d'une telle décision est une tentative de la Cour constitutionnelle de Corée d'adopter le statut inégalé de la cour constitutionnelle allemande, où la cour constitutionnelle peut suggérer une interprétation contraignante de la loi aux autres plus hautes cours ordinaires d'Allemagne, ce qui est appelé « interprétation constitutionnelle de la loi » (verfassungskonforme Auslegung). La cour constitutionnelle allemande peut également statuer sur une plainte constitutionnelle sur un jugement d'un tribunal ordinaire, fonctionnant comme une véritable cassation, ce qui a conduit la cour constitutionnelle au sommet du système constitutionnel.
La Cour suprême de Corée s'oppose à la Cour constitutionnelle de Corée à la fois sur le pouvoir contraignant d'une décision « inconstitutionnelle sous condition » et sur la possibilité d'un recours constitutionnel contre le jugement d'un tribunal ordinaire, car cela pourrait transformer le statut équivalent de la Cour suprême contre la Cour constitutionnelle en un statut substantiellement inférieur comme Tribunaux fédéraux ordinaires allemands contre Cour constitutionnelle fédérale allemande. Cependant, la question de savoir si la Cour constitutionnelle de Corée peut exercer le pouvoir de suggérer une interprétation contraignante non seulement de la Constitution mais aussi de la loi (par une décision conditionnelle), ou peut examiner l'inconstitutionnalité d'un jugement d'un tribunal ordinaire (par la procédure de plainte constitutionnelle) reste non résolue, puisque la La Constitution et même les statuts associés ne précisent jamais comment cette lutte doit être réglée.

## Problèmes et critiques
Le système judiciaire sud-coréen est souvent critiqué pour sa trop grande indulgence envers les criminels. Par exemple, dans l'affaire Cho Doo-soon impliquant le viol brutal d'une fillette de huit ans, le violeur de 56 ans a été condamné à seulement 12 ans de prison.

### Jugement subjectif des juges sur la détention
En 2017, les critères de délivrance des mandats de détention ont également fait l'objet de critiques importantes.
Selon l'article 70 du Code de procédure pénale de la Corée du Sud, la détention est possible lorsqu'il existe les motifs suivants :
1. Lorsque le prévenu n'a pas de domicile fixe
2. Lorsqu'il exist un risque que le prévenu détruise des preuves
3. Lorsque le prévenu s'est enfui ou risque de s'enfuir

Cependant, cela est devenu problématique car des critiques ont continué à être formulées concernant l'interprétation arbitraire des points 2. et 3. par les tribunaux sud-coréens. Dans le cas de Chung Yoo-ra, malgré l'arrestation des professeurs qui lui avaient accordé un traitement de faveur en lien avec le scandale de corruption de l'Universit féminine d'Ewha, et malgré le fait qu'elle ait été arrêtée alors qu'elle était en fuite, le mandat d'arrêt a été rejeté à deux reprises. Et ce, bien qu'il existât des circonstances montrant qu'elle avait tenté de dissimuler ses biens pendant sa cavale à l'étranger.
En ce qui concerne Choo Seonheui, qui était à l'époque secrétaire générale de la « Fédération coréenne des parents d'élèves », le tribunal a rejeté la demande de mandat d'arrêt, même si elle-même a admis dans une certaine mesure que la Fédération coréenne des parents d'élèves avait reçu de l'argent pour la manifestation et qu'elle avait disparu au milieu de la manifestation et avait perdu son téléphone portable.
Le 7 septembre 2022, un homme d'une quarantaine d'années a tenté d'enlever une collégienne vivant dans le même immeuble, armé dans l'ascenseur. Cependant, un autre résident a été témoin de l'incident et a pris la fuite. Il a ensuite été arrêté d'urgence. Malgré les vives craintes exprimées par la famille de la victime, qui a indiqué qu'elle pourrait être contrainte de déménager en raison du traumatisme, le tribunal sud-coréen a rejeté la mandat de dépôt, estimant qu'il n'y avait aucun risque de fuite ou de récidive. Cette décision a suscité une large indignation publique,. Ainsi, concernant cette décision de rejet, la police a également répondu à l'époque qu'elle ne s'attendait pas à ce que la demande de mandat de détention soit rejetée au moment de l'arrestation, et l'Association des femmes juristes coréennes a également publié une déclaration de condamnation.

#### Libération par décision illégale du tribunal en 2025
En 2025, bien que Yoon Suk-yeol ait été inculpé de trahison en raison de la Loi martial sud-coréenne de 2024, il a été libéré en raison de la décision du juge Jee Kui-Youn (지귀연) d'annuler sa détention. Le juge Jee a justifié cette décision en invoquant une erreur de calcul de la durée de la détention. Toutefois, cette décision est incorrecte. Selon l’article 66 de la loi sud-coréenne sur la procédure pénale, le premier jour de détention n’est pas inclus dans le calcul du délai. De plus, l'article 201-2, paragraphe 7, de cette même loi stipule que « la période allant de la date de la demande de mandat de détention auprès du tribunal jusqu'à la date à laquelle le mandat est délivré et remis au ministère public ne doit pas être incluse dans la durée de la détention ». En outre, l'article 214-2, paragraphe 13, précise que « dans le cas d'un examen de la légalité de l'arrestation, la période allant de la date du dépôt des documents auprès du tribunal jusqu'à la date de leur remise au ministère public ne doit pas non plus être incluse dans la durée de la détention ». Néanmoins, le juge Jee a inclus ces périodes dans le calcul du temps de détention. Cela a conduit à une avalanche de critiques à l'encontre du juge Jee.
Les dispositions de la loi sud-coréenne sur la procédure pénale que le juge Jee a violées sont les suivantes :
1. Article 66, paragraphe 1 : Lors du calcul des délais en heures, le délai est compté à partir du moment où il commence. Cependant, lors du calcul en jours, mois ou années, le premier jour n’est pas inclus. Néanmoins, le jour de départ pour les délais de prescription et les périodes de détention est compté comme une journée entière, quelle que soit l’heure de début.
2. Article 201-2, paragraphe 7 : Dans le cas de l’interrogatoire d’un suspect, la période allant de la date à laquelle le tribunal reçoit la demande de mandat de détention, les documents liés à l’enquête et les preuves, jusqu’à la date à laquelle le mandat de détention est délivré et retourné au ministère public, ne doit pas être incluse dans la période de détention telle que définie aux articles 202 et 203.
3. Article 214-2, paragraphe 13 : En outre, la période allant du moment où le tribunal reçoit les documents d’enquête et les preuves jusqu’à leur retour au ministère public après la décision judiciaire ne doit pas être incluse dans le délai prévu à l’article 200-2, paragraphe 5 (y compris dans les cas où l’article 213-2 s’applique mutatis mutandis) ni dans celui de l’article 200-4, paragraphe 1. Cette période ne doit pas non plus être incluse dans la durée de détention prévue aux articles 202, 203 et 205.

### Abus de peines réduites ou de clémence
Il existe une pratique étrange selon laquelle les auteurs d'infractions voient leur peine réduite simplement en faisant don de l'argent déposé à titre de compensation, même lorsque la victime refuse tout accord et exige une sanction. Cela a conduit à des critiques selon lesquelles tribunaux seraient, en réalité, corrompus par ces dons.
En Corée du Sud, lorsqu'un prévenu rédige une lettre de réflexion, le tribunal réduit souvent sa peine. Cette pratique est pratiquement inexistante dans les autres pays de tradition droit romano-civiliste. L'argument avancé est que ces lettres démontrent la reconnaissance des faits, le remords, la sincérité, l'engagement à ne pas récidiver et un sentiment de responsabilité envers la victime. Toutefois, ce raisonnement a fait l'object de nombreuses critiques, le jugeant peu convaincant.
Dans une affaire tristement célèbre, un homme de 72 kg pour 180 cm a battu sa petite amie à la tête pendant une heure avant de l'étrangler à mort. Il a pourtant bénéficié d'une réduction de peine simplement pour avoir soumis une lettre de réflexion. Dans cette affaire en particulier, des soupçons ont émergé quant à l'authenticité des lettres de réflexions, chacune semblant écrite dans une écriture différente, laissant penser qu'elles avaient été rédigées par des tiers.
De plus, environ la moitié des infractions sexuelles contre les enfants donnent lieu à des peines de prison avec sursis, principalement parce que les parents des victimes demandent la clémence, quelle que soit la volonté de leur enfant.

#### Jugements indulgents à l'égard des auteurs de maltraitance infantile
En Corée du Sud, le Code pénal prévoit une aggravation de la peine pour le crime de meurtre des ascendants directs, mais il n'existe aucune disposition légale sud-coréenne imposant une peine renforcée pour le crime de meurtre des descendants directs. Cela démontre que la loi sud-coréenne ne protège pas la vie des enfants. Cela se reflète également dans les décisions des juges sud-coréens. De nombreux cas de maltraitance d'enfants sont recensés en Corée du Sud. Nombre d'entre eux ont été critiqués et controversés, car les juges sud-coréens ont pris en compte uniquement le point de vue des parents, les auteurs, plutôt que celui des enfants, les victimes.
Un exemple représentatif est l'affaire de maltraitance d'enfant qui s'est produite à Ulsan en 2008. Dans ce cas, l'agresseur, une belle-mère, a battu à mort son beau-fils de 5 ans, l'a mis dans un tambour, l'a incendié, puis a faussement signalé sa disparition. Même si l'on ne considère que la brutalité du crime, on estime qu'il est comparable au meurtre de Junko Furuta. Cependant, la peine prononcée par le juge sud-coréen lors du premier procès n'était que de 15 ans de prison.
Dans l'affaire de maltraitance infantile survenue à Daegu en 2013, des peines beaucoup plus légères ont été prononcées. La mère biologique a été condamnée à seulement 4 ans de prison, l'homme avec qui elle vivait à 10 mois de prison, le médecin impliqué dans l'incident à 18 mois de prison avec sursis de 2 ans, et le conducteur du corbillard à 8 mois de prison avec sursis de 2 ans.
Le plus gros problème réside dans la multitude de cas de ce type. Dans le cas d'un bébé battu à mort dans le comté de Hongseong en 2016, le parquet avait requis une peine de 15 ans de prison, mais le juge n'a condamné l'enfant qu'à la peine minimale de 5 ans, et a fait preuve d'une attitude contradictoire et difficile à comprendre dans son verdict, affirmant que la mère, l'agresseur, « a besoin de la chaleur et de la protection d'une mère ».

### Faible fiabilité
Selon une étude de l'OCDE en 2013 et 2015, bien que les tribunaux ordinaires sud-coréens aient atteint le premier rang parmi les pays de l'OCDE, la confiance de la Corée du Sud dans le système judiciaire chute rapidement à partir des années 2010. Il est à noter que le niveau de confiance dans le pouvoir judiciaire est inférieur à celui des pouvoirs exécutifs du gouvernement sud-coréen.
Cette méfiance des citoyens sud-coréens à l'égard dy systême judiciare persiste même après 2020, plaçant toujours le pays parmi les derniers de l'OCDE. Selon une enquête menée en 2021, seulement 49,1 % des Sud-Coréens déclaraient avoir confiance dans les tribunaux et le système judiciare, soit 7,8 %p de moins que la moyenne de l'OCDE, qui s'élevait à 56,9 %.

### Des pouvoirs de poursuite excessivement étendus
La Constitution de 1987 laisse subsister un parquet hiérarchisé et solidaire, puissant, doté d'une influence sans contrôle véritable.

### Autres
Les juges des tribunaux ordinaires inférieurs de Corée du Sud sont exposés à l'influence autoritaire du juge en chef de la Cour suprême et du président de la Corée du Sud. Par exemple, tous les juges des tribunaux ordinaires inférieurs sont généralement transférés à différents tribunaux dans toute la Corée du Sud tous les deux ans environ sur ordre du juge en chef, conformément à l'article 44 de la loi sur l'organisation des tribunaux. Cette forte influence du juge en chef sur chacun des juges des tribunaux ordinaires inférieurs a ensuite provoqué des pressions pour réformer les tribunaux.